# Église de Myyrmäki
L'église de Myyrmäki (en finnois : Myyrmäen kirkko) est située dans le quartier Myyrmäki  de Vantaa en Finlande.

## Description
Conçue par l'architecte Juha Leiviskä elle est construite en 1984. Elle est proche de la Gare de Louhela.
L'église de Myyrmäki est l'église principale de la paroisse de Vantaakoski. 
Elle possède une nef, une chapelle, deux salles paroissiales, le bureau du pasteur et des espaces pour les jeunes.
La nef peut accueillir 450 personnes, et avec les salles paroissiales l'église peut recevoir plus de 700 personnes. 
La qualité acoustique de la nef permet d'organiser des concerts et des évènements musicaux.
Les orgues à 36 jeux ont été fabriqués en 1996 par la fabrique d'orgues de Kangasala.

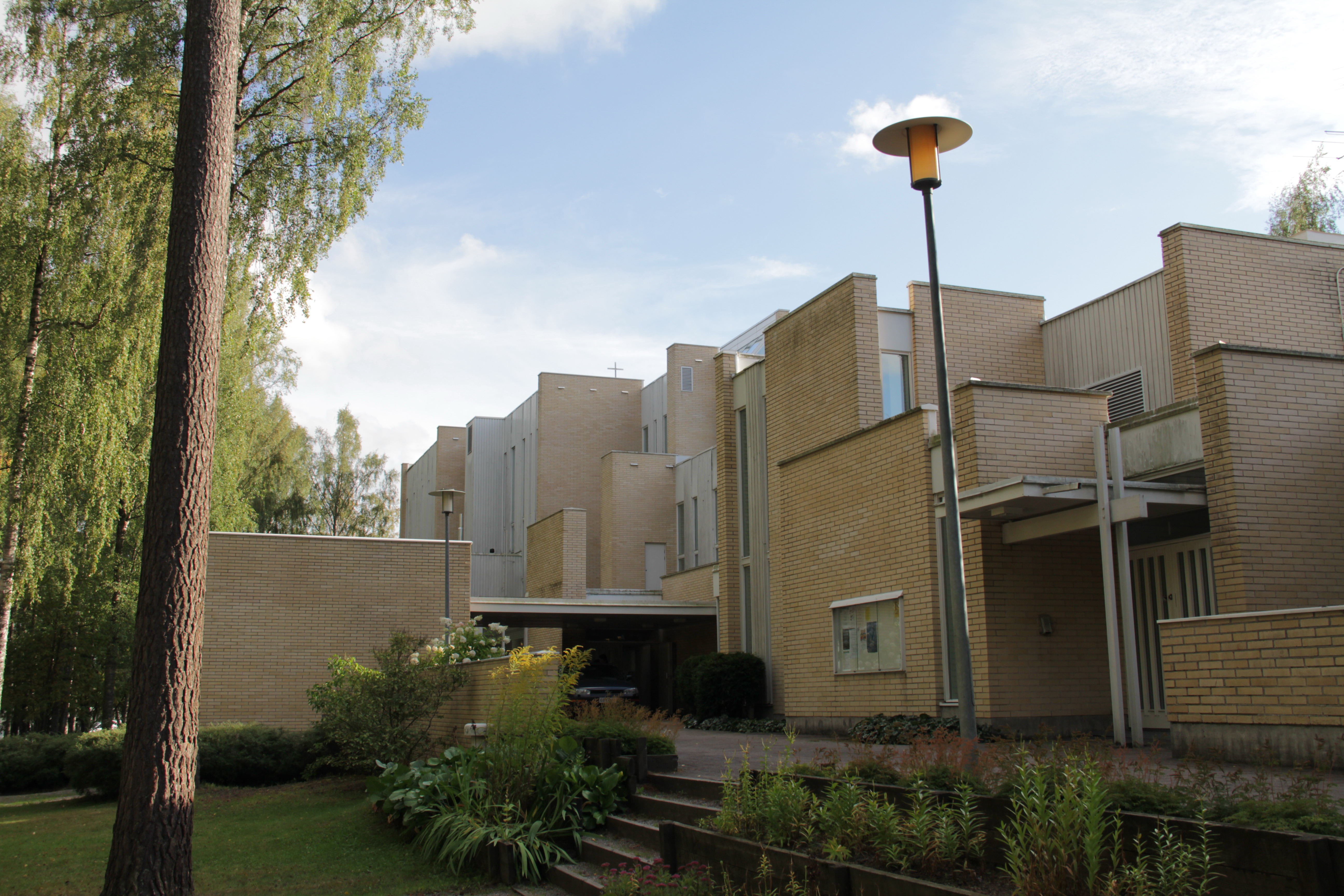
La façade est vue du nord-est.